# J-PARC
36°26′42″ пн. ш. 140°36′21″ сх. д. / 36.445° пн. ш. 140.60583333° сх. д.

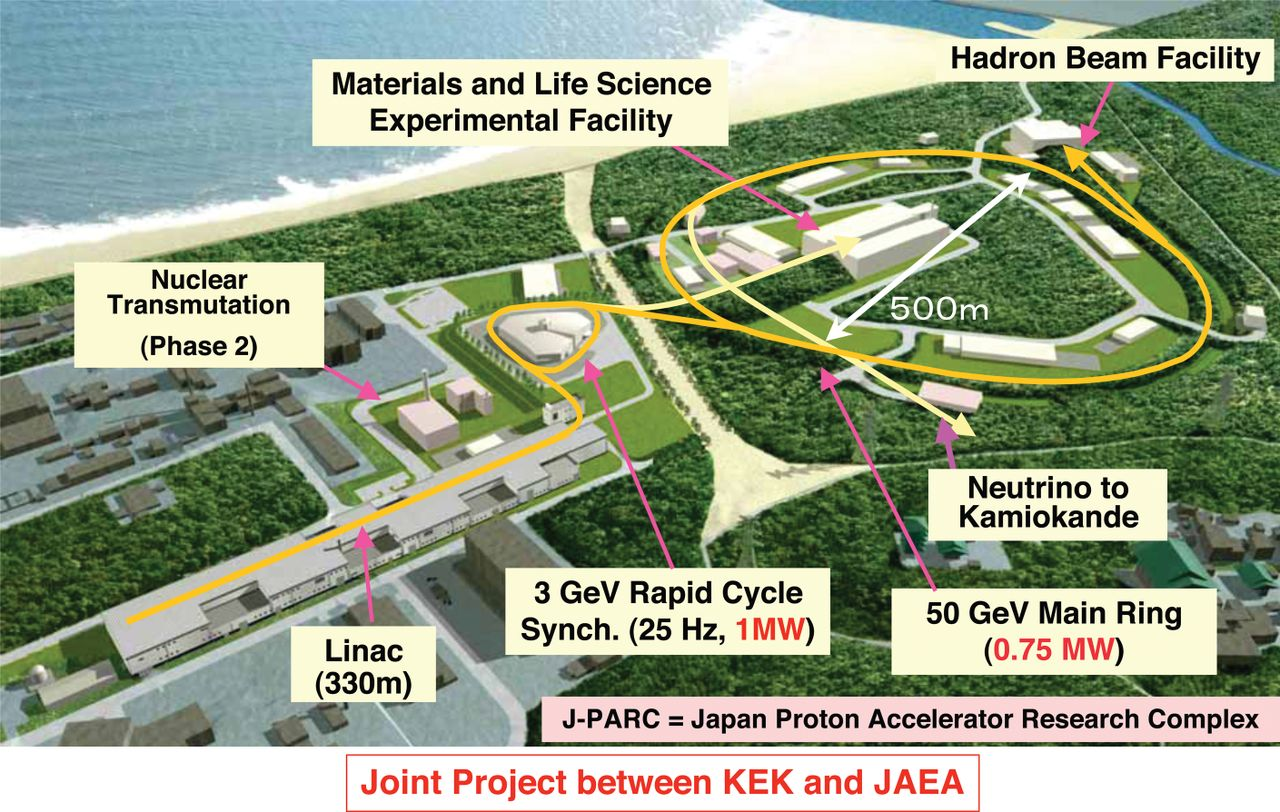
Схема прискорювального комплексу та експериментальних зал

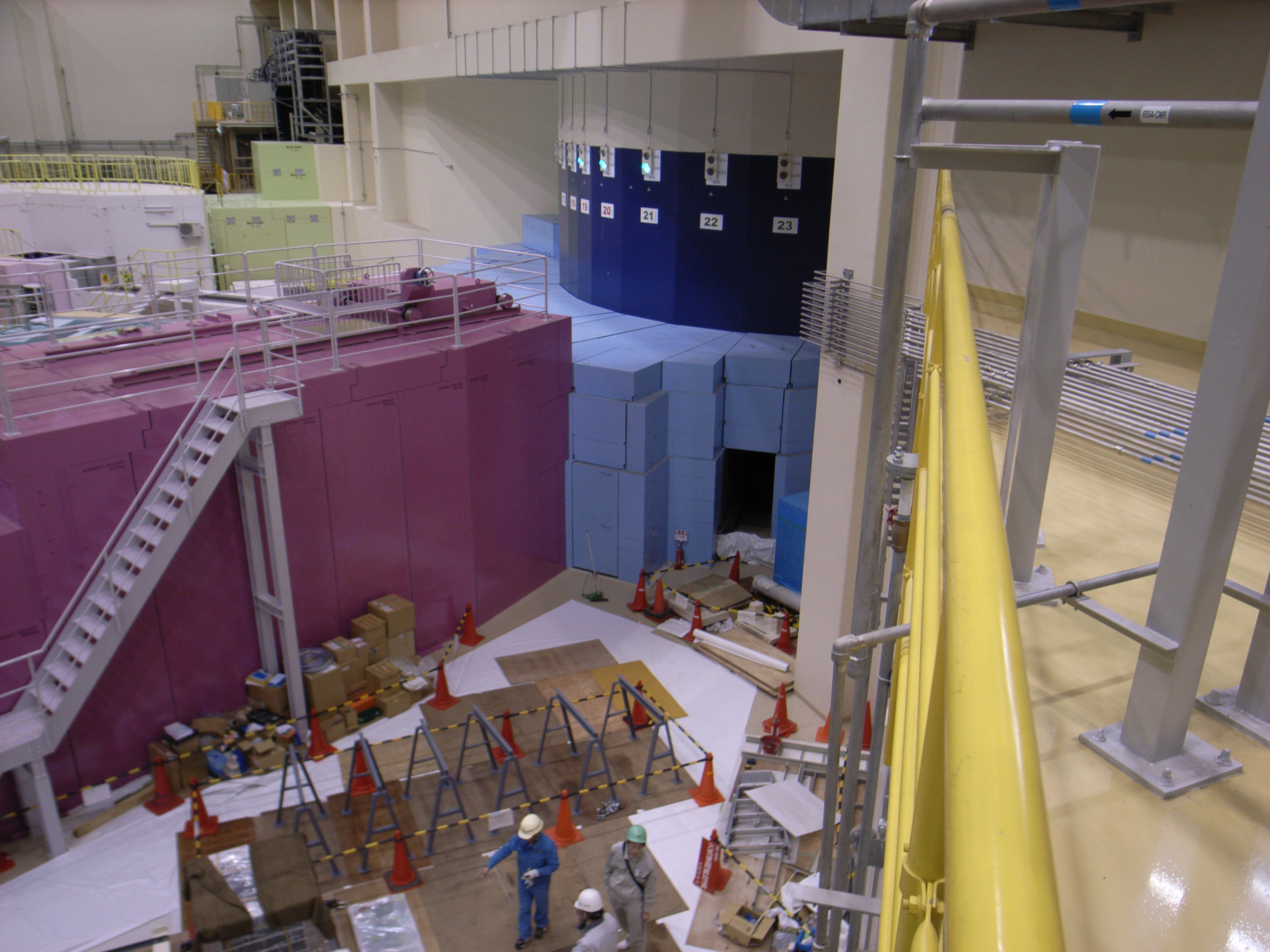
Центральна частина експериментальної установки MLF у залі синхротрона RCS

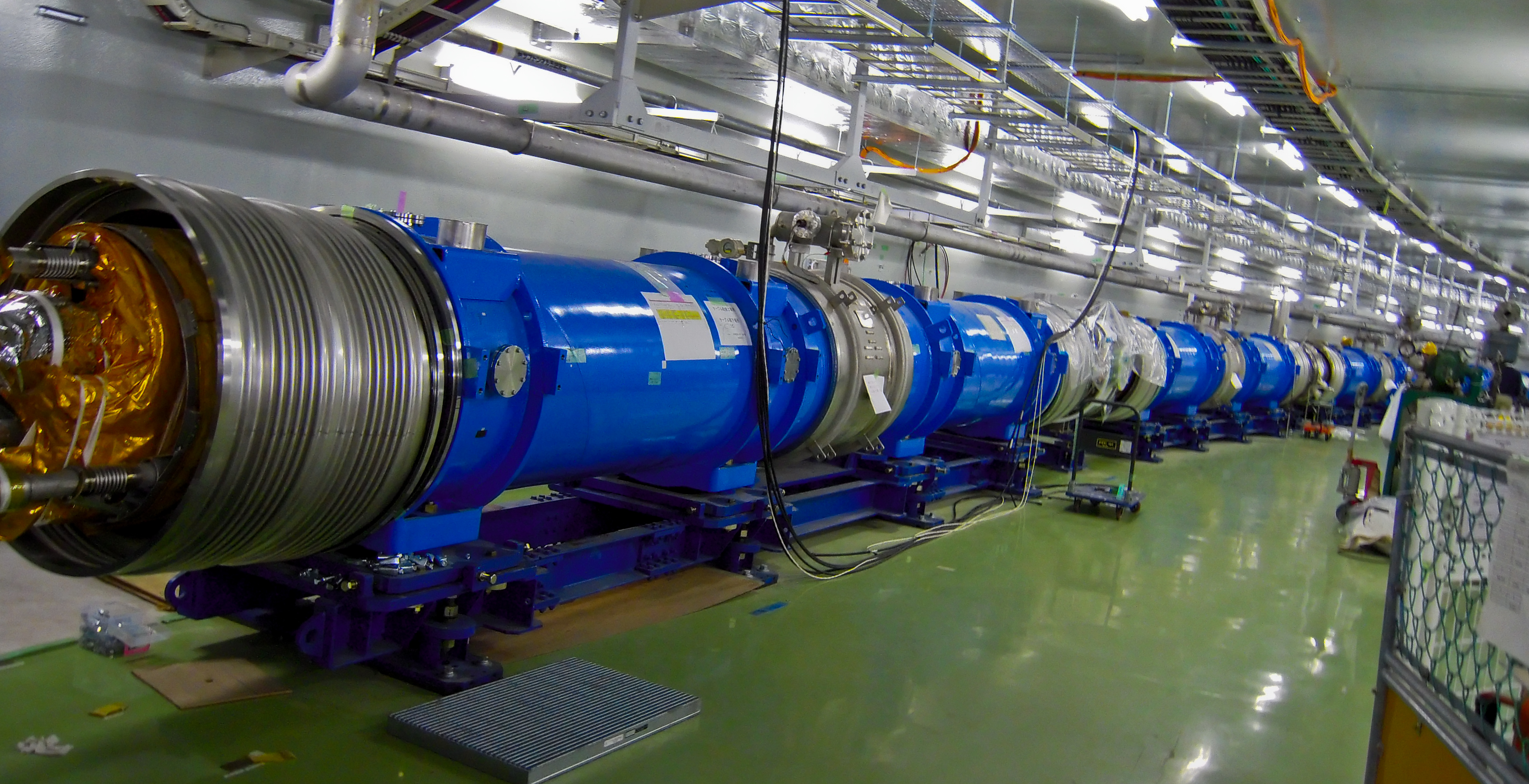
Надпровідні магніти каналу транспортування протонів до нейтринної мішені.

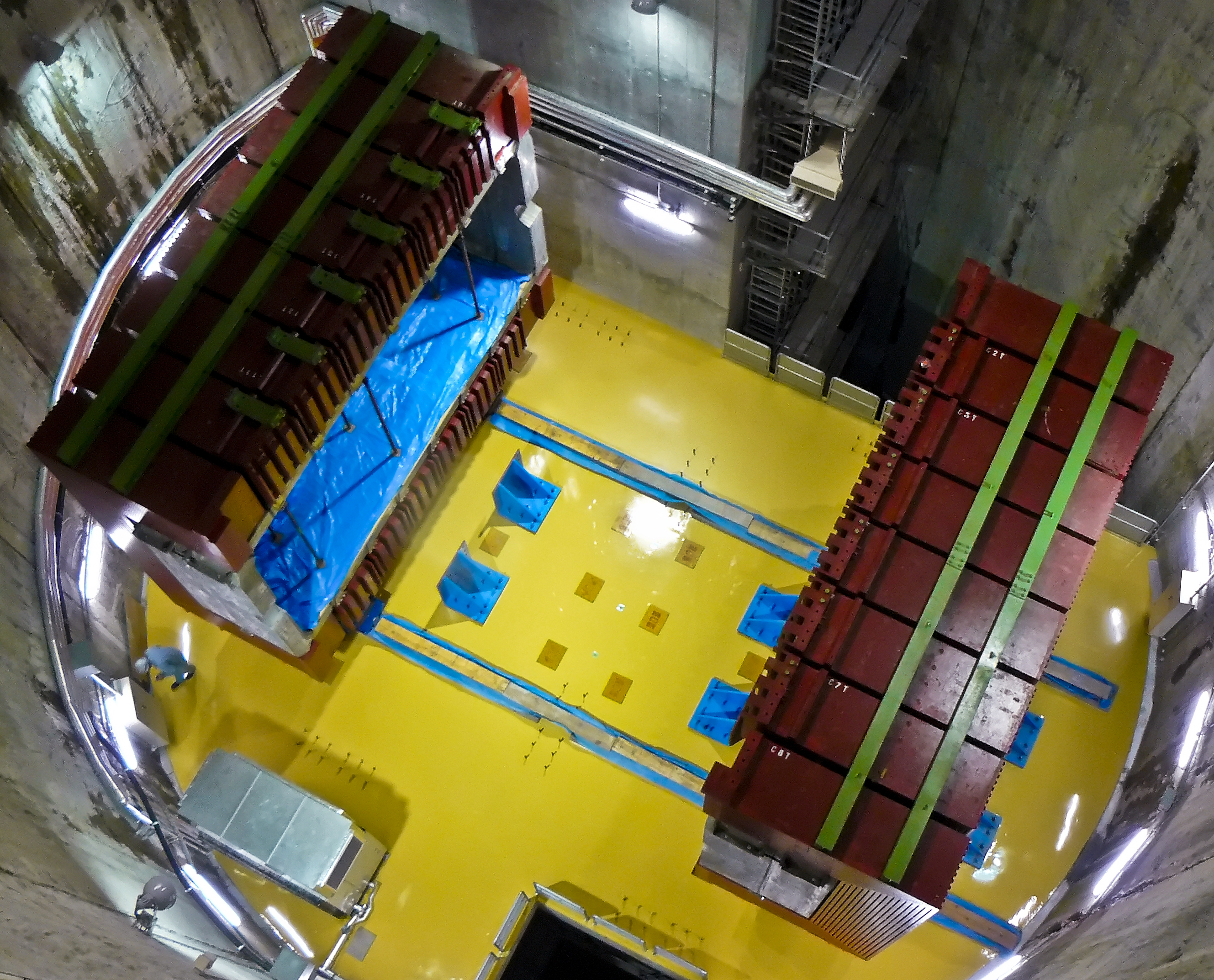
Нейтринний детектор на виході з території J-PARC.

J-PARC (Japan Proton Accelerator Research Complex) — протонний прискорювальний комплекс для потреб фізики високих енергій, адронної та нейтринної фізики, матеріалознавства. Розташований поблизу Токая, Японія, спільний проект Національної лабораторії з фізики високих енергій KEK та агентства атомної енергії JAEA (Japan Atomic Energy Agency).

## Опис комплексу J-PARC
Комплекс складається з трьох прискорювачів, кожен з яких обслуговує низку експериментальних установок.

### Лінак
Джерелом первинних пучків є лінійний прискорювач іонів H- на енергію 400 МеВ, з можливістю доприскорити до 600 МеВ у надпровідному лінаку.

### RCS
Швидкоцикловий протонний синхротрон RCS (Rapid Cycling Synchrotron) на енергію 3 ГеВ має периметр 348,3 м, частоту повторення 25 Гц. Інжекція перезарядна, з лінака. Число частинок в імпульсі - 8х1013, середній струм 333 μА. Введений у дію 2007 року. 90% часу RCS скидає 3 ГеВ пучок на мішень установки MLF (Materials and Life Science Experimental Facility), Інші 10% часу протони перепускаються у великий синхротрон MR.

### Main Ring
Основне кільце - протонний синхротрон MR (Main Ring) на енергію 50 ГеВ, периметр 1567,5 м. Має дві системи випуску: повільну, і швидку. Частота повторення 3 с за швидкої екстракції і 6 с - за повільної. Система повільного випуску скеровує пучок протонів на станцію адронної фізики, де він народжує каони. Швидкий випуск використовується для створення пучка нейтрино: пучок протонів виводиться в надпровідний канал транспортування, що направляє пучок у бік Super-Kamiokande, потім скидається на мішень, де народжується пучок піонів, які швидко розпадаються на мюони. У розпадному каналі мюонів народжуються нейтрино, які далі летять 293 км до нейтринного детектора Super-Kamiokande. Перші нейтрино зареєстровано на початку 2010 року, однак під час землетрусу 2011 року установка була значно пошкоджена, відновлення тривало близько року.